# Hallirhotius
Hallirhotius là một chi bọ cánh cứng trong họ Chrysomelidae.
Chi này được miêu tả khoa học năm 1888 bởi Jacoby.

## Các loài
Các loài trong chi này gồm:
- Hallirhotius achardi (Laboissiere, 1922)
- Hallirhotius africanus Jacoby, 1888
- Hallirhotius bayoni (Laboissiere, 1929)
- Hallirhotius concinnus Weise, 1912
- Hallirhotius flavomarginatus (Jacoby, 1882)
- Hallirhotius nigripennis Laboissiere, 1940
- Hallirhotius quafrimaculatus Weise, 1902